# Station Newmarket (Verenigd Koninkrijk)
Station Newmarket is het spoorwegstation van de National Rail in Newmarket, in Engeland. Het station is eigendom van Network Rail en wordt door Greater Anglia beheerd.
Het eerste station werd in 1848 in Newmarket in gebruik genomen. Dat werd in 1957 voor personenvervoer voor het laatst gebruikt. Een ander station in Newmarket werd tussen 1885 en 1938 gebruikt. Station Newmarket dat er nu is, staat er sinds 1902.